# Powiatowa Komenda Uzupełnień Augustów w Sokółce
Powiatowa Komenda Uzupełnień Augustów w Sokółce (PKU Augustów) – organ wojskowy właściwy w sprawach uzupełnień Sił Zbrojnych II Rzeczypospolitej i administracji rezerw w powierzonym jej okręgu.

## Historia komendy
W 1921 roku na terenie Okręgu Korpusu Nr III została utworzona Powiatowa Komenda Uzupełnień Augutów z siedzibą w Sokółce. Okręg poborowy PKU Augustów obejmował powiat augustowski, który dotychczas wchodził w skład PKU 41 pp w Suwałkach i powiat sokólski wyłączony spod administracji PKU 42 pp w Białymstoku.
Z dniem 1 czerwca 1922 roku została zlikwidowana gospoda inwalidzka przy PKU Augustów. W tym czasie komenda w dalszym ciągu pozostawała na obszarze podporządkowanym Dowództwu 2 Armii.
18 listopada 1924 roku weszła w życie ustawa z dnia 23 maja 1924 roku o powszechnym obowiązku służby wojskowej, a 15 kwietnia 1925 roku rozporządzenie wykonawcze ministra spraw wojskowych do tejże ustawy, wydane 21 marca tego roku wspólnie z ministrami: spraw wewnętrznych, zagranicznych, sprawiedliwości, skarbu, kolei, wyznań religijnych i oświecenia publicznego, rolnictwa i dóbr państwowych oraz przemysłu i handlu. Wydanie obu aktów prawnych wiązało się z przejęciem przez władze cywilne (administracji I instancji) większości zadań związanych z przygotowaniem i przeprowadzeniem poboru. Przekazanie większości zadań władzom cywilnym umożliwiło organom służby poborowej zajęcie się wyłącznie racjonalnym rozdziałem rekruta oraz ewidencją i administracją rezerw. Do tych zadań dostosowana została organizacja wewnętrzna powiatowych komend uzupełnień i ich składy osobowe. Poszczególne komendy różniły się między sobą składem osobowym w zależności od wielkości administrowanego terenu.
W kwietniu 1925 roku PKU Augustów nadal podlegała Dowództwu Okręgu Korpusu Nr III i administrowała powiatami: augustowskim i sokólskim.
Zadania i nowa organizacja PKU określone zostały w wydanej 27 maja 1925 roku instrukcji organizacyjnej służby poborowej na stopie pokojowej. W skład PKU Augustów wchodziły dwa referaty: I) referat administracji rezerw i II) referat poborowy. Nowa organizacja i obsada służby poborowej na stopie pokojowej według stanów osobowych L. O. I. Szt. Gen. 3477/Org. 25 została ogłoszona 4 lutego 1926 roku. Z tą chwilą zniesione zostały stanowiska oficerów ewidencyjnych.
12 marca 1926 roku została ogłoszona obsada personalna Przysposobienia Wojskowego, zatwierdzona rozkazem Dep. I L. 6000/26 przez pełniącego obowiązki szefa Sztabu Generalnego gen. dyw. Edmunda Kesslera, w imieniu ministra spraw wojskowych. Zgodnie z nową organizacją pokojową Przysposobienia Wojskowego zostały zlikwidowane stanowiska oficerów instrukcyjnych przy PKU, a w ich miejsce utworzone rozkazem Oddz. I Szt. Gen. L. 7600/Org. 25 stanowiska oficerów przysposobienia wojskowego w pułkach piechoty.
Od 1926 roku, obok ustawy o powszechnym obowiązku służby wojskowej i rozporządzeń wykonawczych do niej, działalność PKU Augustów normowała „Tymczasowa instrukcja służbowa dla PKU”, wprowadzona do użytku rozkazem MSWojsk. Dep. Piech. L. 100/26 Pob.
Z dniem 1 października 1927 roku PKU Augustów została zlikwidowana. Powiat sokólski został przydzielony PKU Grodno, natomiast powiat augustowski PKU Suwałki.

## Obsada personalna
Poniżej przedstawiono wykaz oficerów zajmujących stanowisko komendanta Powiatowej Komendy Uzupełnień oraz wykaz osób funkcyjnych (oficerów i urzędników wojskowych) pełniących służbę w PKU, z uwzględnieniem najważniejszej zmiany organizacyjnej przeprowadzonej w 1926 roku.
| Komendanci                                                  | Komendanci              | Komendanci                          |
| ----------------------------------------------------------- | ----------------------- | ----------------------------------- |
| Stopień, imię i nazwisko                                    | Okres pełnienia funkcji | Kolejne stanowisko (dalsze losy)    |
| mjr piech. Marcin Lewandowski                               | do VII 1923             | Rezerwa Oficerów Sztabowych DOK III |
| ppłk piech. Marian Steczkowski                              | VII – IX 1923           | Rezerwa Oficerów Sztabowych DOK V   |
| ppłk piech. Stanisław Niesiołowski                          | IX – 30 X 1923          | Rezerwa Oficerów Sztabowych DOK VII |
| płk piech. Kazimierz Liber                                  | XII 1923 – II 1924      | komendant PKU Przemyśl              |
| płk rez. powoł. do sł. czyn. Władysław Artur Paweł Morawski | II 1924 – III 1925      | komendant PKU Białystok             |
| ppłk piech. Paweł Wierzbicki                                | III 1925 – 30 IX 1927   | stan spoczynku                      |

Obsada pozostałych stanowisk funkcyjnych PKU w latach 1921–1925
- I referent
  - kpt. piech. Budzimił Żebrowski (1923 – II 1924[26] → I referent PKU Grodno)
  - kpt. san. Marian Stanisław Nowicki (II 1924[26] – II 1926 → kierownik I referatu)
- II referent
  - urzędnik wojsk. IX rangi Lucjan I Olszewski (do 2 X 1923[27] → OE Wilejka PKU Mołodeczno w Wilejce)
  - urzędnik wojsk. IX rangi Władysław Zaleski (2[27] – 21 X 1923[28] → Dep. I MSWojsk.)
  - urzędnik wojskowy X rangi / por. kanc. Bronisław Brodziński (I 1924 – II 1925[29] → II referent PKU Kalisz)
- oficer instrukcyjny – por. piech. Józef Cholewa (1923 – 1924)
- oficer ewidencyjny na powiat augustowski
  - urzędnik wojskowy X rangi Bronisław Brodziński (do I 1924[30] → II referent)
  - urzędnik wojskowy XI rangi Tadeusz Sękowski (1923)
  - por. kanc. Władysław IV Ostrowski (od I 1924[30])
- oficer ewidencyjny na powiat sokólski
  - por. kanc. Władysław IV Ostrowski (VII 1923[31] – I 1924 → OE Augustów)
  - urzędnik wojsk. X rangi Stanisław Witkowski (od III 1924[32])

Obsada pozostałych stanowisk funkcyjnych PKU w latach 1926–1927
- kierownik I referatu administracji rezerw i zastępca komendanta – kpt. san. Marian Stanisław Nowicki (II 1926 – X 1927[34] → referent w DOK III
- kierownik II referatu poborowego – kpt. kanc. Kazimierz Bronisław Krieger (II 1926 – V 1927[35] → kierownik I referatu PKU Mołodeczno w Wilejce)
- referent
  - por. kanc. Władysław Włodyga (II – III 1926[36] → referent PKU Wilno)
  - por. tab. Antoni Maciejowski (III 1926[36] – VII 1927[37] → kierownik II referatu PKU Wołkowysk)